# Nationaal park Bogani Nani Wartabone
Nationaal park Bogani Nani Wartabone is een park in Indonesië op het eiland Sulawesi. Het park is 2871 km² groot en ligt in de regio Minahassa en de provincie Gorontalo. De oude naam is Dumoga Bone. In 1991 werd het park ingesteld en als eerbetoon vernoemd naar Nani Wartabone, een verzetsstrijder tijdens de Tweede Wereldoorlog in Azië die de Japanse bezetter uit Gorontalo verdreef. Door de Wildlife Conservation Society wordt dit park beschouwd als het belangrijkste en enige natuurgebied waarin een groot aantal endemische diersoorten van Celebes een leefgebied hebben.

## Flora en fauna
In het park komen bedreigde soorten planten en bomen voor zoals de palm Pholidocarpus ihur en andere bijzonder houtsoorten en planten uit het geslacht  Amorphophallus. In het park worden waargenomen: 24 soorten zoogdieren, 125 soorten vogels, 11 soorten reptielen, 2 soorten amfibieën, 38 soorten vlinders en 200 soorten kevers voor. De zoogdiersoorten zoals de kuifmakaak (Macaca nigra), Temmincks makaak (Macaca nigrescens),  celebesspookdier (Tarsius tarsier), celebespalmroller (Macrogalidia musschenbroekii), anoa (Bubalus depressicornis ook wel gemsbuffel genaamd), berganoa (B. quarlesi),  gouden babiroesa  (Babyrousa babyrussa ook hertenzwijn genaamd) en de vleerhond Rousettus bidens (vaak als Bonea bidens of Bone bat aangeduid) zijn allemaal endemische zoogdieren die alleen op Celebes voorkomen.
Verder biedt het park onderdak aan tal van endemsiche vogelsoorten zoals de roestbruine valkuil (Ninox ios) en de iconische hamerhoen (Macrocephalon maleo). Een soort hoen dat de eieren legt op plekken met aardwarmte.

## Bedreigingen
Stroperij, waarbij dieren en vogeleieren op een illegale manier worden bejaagd en verzameld, is nog steeds een probleem. Verder wordt er illegaal gekapt, brandhout verzameld en wordt er mijnbouw (goudzoekers) gepleegd en worden stukjes bos als landbouwgebied gebruikt en raakt het park steeds meer ingesloten door intensief gebruikt cultuurland.